# Europe (Tochter des Neilos)
Europe (altgriechisch Εὐρώπη Eurṓpē) ist in der griechischen Mythologie Tochter des Neilos und eine der Gattinnen des Danaos, dem sie vier Töchter gebar: Automate, Amymone, Agaue und Skaia.
Nach der Massenhochzeit der 50 Töchter des Danaos mit den 50 Söhnen des Aigyptos, bei der das Los über die Paarbildungen entschied, töteten auch die Töchter der Elephantis ihre Ehemänner in der Hochzeitsnacht.